# Tropidomyia aureifacies
Tropidomyia aureifacies är en tvåvingeart som beskrevs av Krober 1915. Tropidomyia aureifacies ingår i släktet Tropidomyia och familjen stekelflugor.
Artens utbredningsområde är Turkiet. Inga underarter finns listade i Catalogue of Life.